# 埃爾克帕克鎮區 (北卡羅萊納州埃弗里縣)
埃爾克帕克鎮區（英語：Elk Park Township）是位於美國北卡羅萊納州埃弗里縣的一個鎮區。

## 地方資料
埃爾克帕克鎮區的面積為24.86平方千米，皆為陸地。根據2020年美國人口普查的數據，當地共有人口1620人，而人口密度為每平方千米65.16人。